# Międzysłupie
Międzysłupie (Interkolumnium) – odległość między kolumnami budowli, pomierzona od ich osi pionowych. Osiowy rozstaw kolumn w kolumnadzie.
Interkolumnium odgrywało bardzo dużą rolę w architekturze starożytnej, stanowiąc podstawę określenia modułu oraz wywierając decydujący wpływ na ustalenie proporcji oraz konstrukcji budowli.